# Andreas Kronthaler
Andreas Kronthaler (Erl, 11 marzo 1952 – 14 marzo 2025) è stato un tiratore a segno austriaco.

## Palmarès

### Olimpiadi
- 1 medaglia:
  - 1 argento (Los Angeles 1984 nel fucile 10 metri)